# Ski alpin aux Jeux olympiques de 1988
Pour des articles plus généraux, voir Ski alpin aux Jeux olympiques et Jeux olympiques d'hiver de 1988.
Navigation
Sarajevo 1984 Albertville 1992
Les épreuves de ski alpin des Jeux olympiques d'hiver de 1988 se sont disputées du 15 au 27 février 1988 à Nakiska, près de Calgary au Canada.
Le Canada reçoit pour la première fois les Jeux olympiques d'hiver et le nombre d'épreuves en ski alpin passe de trois à cinq avec l'apparition du super-G et le retour du combiné. Les Jeux olympiques de Calgary couronnent le fantasque Italien Alberto Tomba et la discrète Suissesse Vreni Schneider, tous deux auteurs du doublé géant-slalom, ainsi que le Suisse Pirmin Zurbriggen en descente et le Français Franck Piccard en super-G. Avec 11 médailles la Suisse domine largement ces épreuves devançant l'Autriche (6 médailles) et l'Allemagne (4 médailles).

## Podiums

### Hommes
| Épreuves                         | Or                      | Argent                 | Bronze                    |
| -------------------------------- | ----------------------- | ---------------------- | ------------------------- |
| Descente résultats détaillés     | Pirmin Zurbriggen (SUI) | Peter Müller (SUI)     | Franck Piccard (FRA)      |
| Super-G résultats détaillés      | Franck Piccard (FRA)    | Helmut Mayer (AUT)     | Lars-Börje Eriksson (SWE) |
| Slalom géant résultats détaillés | Alberto Tomba (ITA)     | Hubert Strolz (AUT)    | Pirmin Zurbriggen (SUI)   |
| Slalom résultats détaillés       | Alberto Tomba (ITA)     | Frank Wörndl (FRG)     | Paul Frommelt (LIE)       |
| Combiné résultats détaillés      | Hubert Strolz (AUT)     | Bernhard Gstrein (AUT) | Paul Accola (SUI)         |

### Femmes
| Épreuves                         | Or                    | Argent                  | Bronze                  |
| -------------------------------- | --------------------- | ----------------------- | ----------------------- |
| Descente résultats détaillés     | Marina Kiehl (FRG)    | Brigitte Örtli (SUI)    | Karen Percy (CAN)       |
| Super-G résultats détaillés      | Sigrid Wolf (AUT)     | Michela Figini (SUI)    | Karen Percy (CAN)       |
| Slalom géant résultats détaillés | Vreni Schneider (SUI) | Christa Kinshofer (FRG) | Maria Walliser (SUI)    |
| Slalom résultats détaillés       | Vreni Schneider (SUI) | Mateja Svet (YUG)       | Christa Kinshofer (FRG) |
| Combiné résultats détaillés      | Anita Wachter (AUT)   | Brigitte Örtli (SUI)    | Maria Walliser (SUI)    |

## Calendrier
| Calendrier des épreuves de ski alpin | Calendrier des épreuves de ski alpin | Calendrier des épreuves de ski alpin | Calendrier des épreuves de ski alpin | Calendrier des épreuves de ski alpin | Calendrier des épreuves de ski alpin | Calendrier des épreuves de ski alpin | Calendrier des épreuves de ski alpin | Calendrier des épreuves de ski alpin | Calendrier des épreuves de ski alpin | Calendrier des épreuves de ski alpin | Calendrier des épreuves de ski alpin | Calendrier des épreuves de ski alpin | Calendrier des épreuves de ski alpin | Calendrier des épreuves de ski alpin | Calendrier des épreuves de ski alpin |
| Février 1988                         | Février 1988                         | 15                                   | 16                                   | 17                                   | 18                                   | 19                                   | 20                                   | 21                                   | 22                                   | 23                                   | 24                                   | 25                                   | 26                                   | 27                                   |                                      |
| ------------------------------------ | ------------------------------------ | ------------------------------------ | ------------------------------------ | ------------------------------------ | ------------------------------------ | ------------------------------------ | ------------------------------------ | ------------------------------------ | ------------------------------------ | ------------------------------------ | ------------------------------------ | ------------------------------------ | ------------------------------------ | ------------------------------------ | ------------------------------------ |
| Hommes                               | Descente                             |                                      |                                      |                                      |                                      |                                      |                                      |                                      |                                      |                                      |                                      |                                      |                                      |                                      |                                      |
| Hommes                               | Super G                              |                                      |                                      |                                      |                                      |                                      |                                      |                                      |                                      |                                      |                                      |                                      |                                      |                                      |                                      |
| Hommes                               | Slalom géant                         |                                      |                                      |                                      |                                      |                                      |                                      |                                      |                                      |                                      |                                      |                                      |                                      |                                      |                                      |
| Hommes                               | Slalom                               |                                      |                                      |                                      |                                      |                                      |                                      |                                      |                                      |                                      |                                      |                                      |                                      |                                      |                                      |
| Hommes                               | Combiné                              |                                      |                                      |                                      |                                      |                                      |                                      |                                      |                                      |                                      |                                      |                                      |                                      |                                      |                                      |
| Femmes                               | Descente                             |                                      |                                      |                                      |                                      |                                      |                                      |                                      |                                      |                                      |                                      |                                      |                                      |                                      |                                      |
| Femmes                               | Super G                              |                                      |                                      |                                      |                                      |                                      |                                      |                                      |                                      |                                      |                                      |                                      |                                      |                                      |                                      |
| Femmes                               | Slalom géant                         |                                      |                                      |                                      |                                      |                                      |                                      |                                      |                                      |                                      |                                      |                                      |                                      |                                      |                                      |
| Femmes                               | Slalom                               |                                      |                                      |                                      |                                      |                                      |                                      |                                      |                                      |                                      |                                      |                                      |                                      |                                      |                                      |
| Femmes                               | Combiné                              |                                      |                                      |                                      |                                      |                                      |                                      |                                      |                                      |                                      |                                      |                                      |                                      |                                      |                                      |

|  | Jour de l'épreuve |

## Résultats

### Hommes
Pirmin Zurbriggen remporte la descente olympique, le titre majeur qui manquait à son immense palmarès. Le skieur suisse réalise la course parfaite et devance son compatriote Peter Müller (une nouvelle fois sur le podium) de 0 s 51 et le Français Franck Piccard, surprenant médaillé de bronze, de 1 s 61. Leonhard Stock, le champion olympique 1980, termine quatrième.
Franck Piccard devient le premier champion olympique de super-G de l'histoire ainsi que le premier Français à gagner un titre olympique depuis Jean-Claude Killy. La démonstration du skieur des Saisies est époustouflante : il relègue son dauphin Helmut Mayer à 1 s 30 et Pirmin Zurbriggen, seulement cinquième, à 2 s 30.
Dans le combiné, Pirmin Zurbriggen prend une sérieuse option après la descente, mais il enfourche dans la seconde manche du slalom à seulement 100 mètres de l'arrivée alors qu'il avait gagnée la course. Le podium est inattendu avec un doublé autrichien (Hubert Strolz devant Bernhard Gstrein) et le Suisse Paul Accola. Luc Alphand échoue à la quatrième place.
Alberto Tomba réalise le doublé géant-slalom et rejoint ainsi Toni Sailer (1956), Jean-Claude Killy (1968) et Ingemar Stenmark (1980) dans la légende du ski alpin. En géant, Alberto Tomba assomme ses adversaires en gagnant la première manche avec une avance de plus d'une seconde. L'Italien assure dans la seconde manche et bat Hubert Strolz de 1 s 04 et Pirmin Zurbriggen de 2 s 02. En slalom, Alberto Tomba devance le skieur allemand Frank Wörndl, le champion du monde 1987, de 6 centièmes. Troisième de la première manche à 0 s 63 de Frank Wörndl, Alberto Tomba l'emporte grâce à une deuxième manche de feu, pourtant tracée par l'entraîneur allemand.
Pirmin Zurbriggen, grand dominateur de la saison en Coupe du Monde, faisait partie des favoris lors des cinq courses mais ne rentre du Canada qu'avec deux médailles.

#### Descente
| Rang   | Athlète                      | Temps         |
| ------ | ---------------------------- | ------------- |
| Or     | Pirmin Zurbriggen (SUI)      | 1 min 59 s 63 |
| Argent | Peter Müller (SUI)           | 2 min 00 s 14 |
| Bronze | Franck Piccard (FRA)         | 2 min 01 s 24 |
| 4e     | Leonhard Stock (AUT)         | 2 min 01 s 56 |
| 5e     | Gerhard Pfaffenbichler (AUT) | 2 min 02 s 03 |
| 6e     | Markus Wasmeier (FRG)        | 2 min 02 s 03 |
| 7e     | Anton Steiner (AUT)          | 2 min 02 s 19 |
| 8e     | Martin Bell (GBR)            | 2 min 02 s 49 |
| 9e     | Marc Girardelli (LUX)        | 2 min 02 s 59 |
| 10e    | Danilo Sbardellotto (ITA)    | 2 min 02 s 69 |
| 11e    | Shinya Chiba (JPN)           | 2 min 03 s 16 |
| 12e    | Daniel Mahrer (SUI)          | 2 min 03 s 19 |
| 13e    | Hannes Zehentner (FRG)       | 2 min 02 s 23 |
| 14e    | Mike Carney (CAN)            | 2 min 03 s 25 |
| 15e    | Atle Skårdal (NOR)           | 2 min 03 s 26 |

#### Super-G
| Rang   | Athlète                   | Temps         |
| ------ | ------------------------- | ------------- |
| Or     | Franck Piccard (FRA)      | 1 min 39 s 66 |
| Argent | Helmut Mayer (AUT)        | 1 min 40 s 96 |
| Bronze | Lars-Börje Eriksson (SWE) | 1 min 41 s 08 |
| 4e     | Hubert Strolz (AUT)       | 1 min 41 s 11 |
| 5e     | Pirmin Zurbriggen (SUI)   | 1 min 41 s 96 |
| 5e     | Günther Mader (AUT)       | 1 min 41 s 96 |
| 7e     | Luc Alphand (FRA)         | 1 min 42 s 27 |
| 8e     | Leonhard Stock (AUT)      | 1 min 42 s 36 |
| 9e     | Tomaz Cizman (YUG)        | 1 min 42 s 47 |
| 10e    | Ivano Camozzi (ITA)       | 1 min 42 s 66 |
| 11e    | Heinz Holzer (ITA)        | 1 min 42 s 88 |
| 12e    | Andreas Wenzel (LIE)      | 1 min 42 s 66 |
| 13e    | Jim Read (CAN)            | 1 min 43 s 01 |
| 14e    | Shinya Chiba (JPN)        | 1 min 43 s 03 |
| 15e    | Franz Heinzer (SUI)       | 1 min 43 s 32 |

#### Slalom géant
| Rang   | Athlète                 | Temps         |
| ------ | ----------------------- | ------------- |
| Or     | Alberto Tomba (ITA)     | 2 min 06 s 37 |
| Argent | Hubert Strolz (AUT)     | 2 min 07 s 41 |
| Bronze | Pirmin Zurbriggen (SUI) | 2 min 08 s 39 |
| 4e     | Ivano Camozzi (ITA)     | 2 min 08 s 77 |
| 5e     | Rudolf Nierlich (AUT)   | 2 min 08 s 92 |
| 6e     | Andreas Wenzel (LIE)    | 2 min 09 s 03 |
| 7e     | Helmut Mayer (AUT)      | 2 min 09 s 09 |
| 8e     | Frank Wörndl (FRG)      | 2 min 09 s 22 |
| 9e     | Rok Petrovic (YUG)      | 2 min 09 s 32 |
| 10e    | Joel Gaspoz (SUI)       | 2 min 09 s 57 |
| 11e    | Günther Mader (AUT)     | 2 min 10 s 04 |
| 12e    | Tiger Shaw (USA)        | 2 min 10 s 23 |
| 13e    | Felix McGrath (USA)     | 2 min 10 s 60 |
| 14e    | Hans Pieren (SUI)       | 2 min 10 s 68 |
| 15e    | Klemen Bergant (YUG)    | 2 min 11 s 04 |

#### Slalom
| Rang   | Athlète                 | Temps           |
| ------ | ----------------------- | --------------- |
| Or     | Alberto Tomba (ITA)     | 1 min 39 s 47   |
| Argent | Frank Wörndl (FRG)      | 1 min 39 s 53   |
| Bronze | Paul Frommelt (LIE)     | 1 min 39 s 84   |
| 4e     | Bernhard Gstrein (AUT)  | 1 min 40 s 08   |
| 5e     | Ingemar Stenmark (SWE)  | 1 min 40 s 22   |
| 6e     | Jonas Nilsson (SWE)     | 1 min 40 s 23   |
| 7e     | Pirmin Zurbriggen (SUI) | 1 min 40 s 48   |
| 8e     | Oswald Tötsch (ITA)     | 1 min 40 s 55   |
| 9e     | Grega Benedik (YUG)     | 1 min 41 s 38   |
| 10e    | Florian Beck (FRG)      | 1 min 41 s 44   |
| 11e    | Rok Petrovic (YUG)      | 1 min 41 s 63   |
| 12e    | Tetsuya Okabe (JPN)     | 1 min 41 s 93   |
| 13e    | Peter Jurko (TCH)       | 1 min 42 s 21   |
| 14e    | Alain Villiard (CAN)    | 1 min 43 s 77   |
| 14e    | Adrian Bires (TCH)      | 1 min 45 s 13   |
| 14e    | Jenz Ritter (FRG)       | N'a pas terminé |

#### Combiné
| Rang   | Athlète                    | Descente      | Rang | Slalom        | Rang | Points |
| ------ | -------------------------- | ------------- | ---- | ------------- | ---- | ------ |
| Or     | Hubert Strolz (AUT)        | 1 min 48 s 51 | 5    | 1 min 27 s 31 | 7    | 36,55  |
| Argent | Bernhard Gstrein (AUT)     | 1 min 50 s 20 | 15   | 1 min 25 s 82 | 3    | 43,45  |
| Bronze | Paul Accola (SUI)          | 1 min 51 s 27 | 24   | 1 min 24 s 93 | 1    | 48,24  |
| 4e     | Luc Alphand (FRA)          | 1 min 49 s 60 | 13   | 1 min 28 s 47 | 10   | 57,73  |
| 5e     | Peter Jurko (TCH)          | 1 min 50 s 29 | 19   | 1 min 27 s 61 | 8    | 58,56  |
| 6e     | Jean-Luc Crétier (FRA)     | 1 min 50 s 04 | 14   | 1 min 28 s 52 | 11   | 62,98  |
| 7e     | Markus Wasmeier (FRG)      | 1 min 49 s 32 | 8    | 1 min 29 s 84 | 13   | 65,44  |
| 8e     | Adrián Bíreš (TCH)         | 1 min 50 s 24 | 16   | 1 min 28 s 94 | 12   | 68,50  |
| 9e     | Finn Christian Jagge (NOR) | 1 min 54 s 66 | 33   | 1 min 26 s 14 | 4    | 95,21  |
| 10e    | Niklas Henning (SWE)       | 1 min 51 s 16 | 23   | 1 min 31 s 17 | 15   | 96,25  |
| 11e    | Armin Bittner (FRG)        | 1 min 55 s 42 | 35   | 1 min 25 s 64 | 2    | 99,65  |
| 12e    | Christophe Ple (FRA)       | 1 min 49 s 06 | 6    | 1 min 34 s 98 | 18   | 103,12 |
| 13e    | Thomas Stangassinger (AUT) | 1 min 54 s 70 | 34   | 1 min 27 s 69 | 9    | 107,87 |
| 14e    | Gregor Hoop (LIE)          | 1 min 53 s 21 | 29   | 1 min 30 s 63 | 14   | 114,62 |
| 15e    | Bernhard Fahner (SUI)      | 1 min 51 s 78 | 26   | 1 min 33 s 37 | 17   | 120,45 |

### Femmes
La descente Femmes est disputée avec des conditions changeantes. Les Suissesses Michela Figini (neuvième) et Maria Walliser (quatrième) déçoivent. L'Allemande Marina Kiehl s'impose et rejoint au palmarès ses compatriotes Heidi Biebl (1960) et Rosi Mittermaier (1976). La Suissesse Brigitte Örtli se classe deuxième et Karen Percy gagne la première médaille canadienne de ces Jeux olympiques avec le bronze.
Les Autrichiennes gagnent le combiné devant deux Suissesses avec Anita Wachter et le super-G avec Sigrid Wolf. La jeune Anita Wachter (21 ans) bat la favorite Brigitte Örtli d'un souffle (0,23 point) et Maria Walliser complète le podium du combiné. Sigrid Wolf devance Michela Figini d'une seconde en super-G et Karen Percy obtient une deuxième médaille de bronze.
L'équipe d'Autriche revient au plus haut niveau avec 3 médailles d'or, les premières depuis les championnats du monde de 1982 à Schladming. Les Suissesses, qui avaient réalisé le grand chelem à Crans Montana et en coupe du monde en 1987, ont obtenu 4 médailles (3 argents et 1 bronze) mais n'ont toujours pas gagné un titre à Calgary et se trouvent sous pression avant le début des épreuves techniques.
La Suissesse Vreni Schneider remporte les titres du géant et du slalom et signe un doublé de prestige seulement réalisé par Andrea Mead-Lawrence (1952) et Hanni Wenzel (1980).
En géant, Vreni Schneider devance Christa Kinshofer et sa compatriote Maria Walliser. L'Espagnole Blanca Fernández Ochoa, sœur de Francisco, avait réalisé le meilleur temps de la première manche, puis a chuté dans la seconde manche. Vreni Schneider survole le slalom. La skieuse d'Elm gagne les 2 manches et relègue Mateja Svet à 1 s 68 et Christa Kinshofer à 1 s 71.

#### Descente
| Rang   | Athlète                     | Temps         |
| ------ | --------------------------- | ------------- |
| Or     | Marina Kiehl (FRG)          | 1 min 25 s 86 |
| Argent | Brigitte Örtli (SUI)        | 1 min 26 s 61 |
| Bronze | Karen Percy (CAN)           | 1 min 26 s 62 |
| 4e     | Maria Walliser (SUI)        | 1 min 26 s 89 |
| 5e     | Laurie Graham (CAN)         | 1 min 26 s 99 |
| 6e     | Petra Kronberger (AUT)      | 1 min 27 s 03 |
| 7e     | Regine Moesenlechner (FRG)  | 1 min 27 s 16 |
| 8e     | Elisabeth Kirchler (AUT)    | 1 min 27 s 19 |
| 9e     | Michela Figini (SUI)        | 1 min 27 s 26 |
| 10e    | Lucia Medzihradska (TCH)    | 1 min 27 s 28 |
| 11e    | Chantal Bournissen (SUI)    | 1 min 27 s 46 |
| 12e    | Carole Merle (FRA)          | 1 min 27 s 53 |
| 13e    | Michaela Gerg-Leitner (FRG) | 1 min 27 s 83 |
| 14e    | Emi Kawabata (JPN)          | 1 min 27 s 85 |
| 15e    | Kerrin Lee-Gartner (CAN)    | 1 min 28 s 07 |

#### Super-G
| Rang   | Athlète                     | Temps         |
| ------ | --------------------------- | ------------- |
| Or     | Sigrid Wolf (AUT)           | 1 min 19 s 03 |
| Argent | Michela Figini (SUI)        | 1 min 20 s 03 |
| Bronze | Karen Percy (CAN)           | 1 min 20 s 29 |
| 4e     | Regine Moesenlechner (FRG)  | 1 min 20 s 33 |
| 5e     | Anita Wachter (AUT)         | 1 min 20 s 36 |
| 6e     | Maria Walliser (SUI)        | 1 min 20 s 48 |
| 7e     | Michaela Marzola (ITA)      | 1 min 20 s 91 |
| 7e     | Zoe Haas (SUI)              | 1 min 20 s 91 |
| 9e     | Edith Thys (USA)            | 1 min 20 s 93 |
| 10e    | Michaela Gerg-Leitner (FRG) | 1 min 20 s 98 |
| 10e    | Christa Kinshofer (FRG)     | 1 min 20 s 98 |
| 12e    | Carole Merle (FRA)          | 1 min 21 s 01 |
| 13e    | Marina Kiehl (FRG)          | 1 min 21 s 11 |
| 13e    | Laurie Graham (CAN)         | 1 min 21 s 11 |
| 15e    | Elisabeth Kirchler (AUT)    | 1 min 21 s 16 |

#### Slalom géant
| Rang   | Athlète                    | Temps         |
| ------ | -------------------------- | ------------- |
| Or     | Vreni Schneider (SUI)      | 2 min 06 s 49 |
| Argent | Christa Kinshofer (FRG)    | 2 min 07 s 42 |
| Bronze | Maria Walliser (SUI)       | 2 min 07 s 72 |
| 4e     | Mateja Svet (YUG)          | 2 min 07 s 80 |
| 5e     | Christina Meier-Höck (FRG) | 2 min 07 s 88 |
| 6e     | Ulrike Maier (AUT)         | 2 min 08 s 10 |
| 7e     | Anita Wachter (AUT)        | 2 min 08 s 38 |
| 8e     | Catherine Quittet (FRA)    | 2 min 08 s 84 |
| 9e     | Carole Merle (FRA)         | 2 min 09 s 36 |
| 10e    | Christelle Guignard (FRA)  | 2 min 09 s 46 |
| 11e    | Josee Lacasse (CAN)        | 2 min 09 s 78 |
| 12e    | Diann Roffe (USA)          | 2 min 10 s 69 |
| 13e    | Debbie Armstrong (USA)     | 2 min 10 s 72 |
| 14e    | Petra Kronberger (AUT)     | 2 min 12 s 31 |
| 15e    | Katarina Zajc (YUG)        | 2 min 12 s 48 |

#### Slalom
| Rang   | Athlète                      | Temps         |
| ------ | ---------------------------- | ------------- |
| Or     | Vreni Schneider (SUI)        | 1 min 36 s 69 |
| Argent | Mateja Svet (YUG)            | 1 min 38 s 37 |
| Bronze | Christa Kinshofer (FRG)      | 1 min 38 s 40 |
| 4e     | Roswitha Steiner (AUT)       | 1 min 38 s 77 |
| 5e     | Blanca Fernández Ochoa (ESP) | 1 min 39 s 44 |
| 6e     | Ida Ladstaetter (AUT)        | 1 min 39 s 59 |
| 7e     | Paoletta Magoni-Sforza (ITA) | 1 min 39 s 76 |
| 8e     | Dorota Mogore-Tlaka (FRA)    | 1 min 39 s 86 |
| 9e     | Mojca Dezman (YUG)           | 1 min 40 s 21 |
| 10e    | Ulrike Maier (AUT)           | 1 min 40 s 54 |
| 11e    | Beth Madsen (USA)            | 1 min 41 s 18 |
| 12e    | Lenka Kebrolova (TCH)        | 1 min 42 s 12 |
| 13e    | Lucia Medzihradska (TCH)     | 1 min 42 s 18 |
| 14e    | Patricia Chauvet (FRA)       | 1 min 42 s 79 |
| 15e    | Diann Roffe (USA)            | 1 min 42 s 88 |

#### Combiné
| Rang   | Athlète                         | Descente      | Rang | Slalom        | Rang | Points |
| ------ | ------------------------------- | ------------- | ---- | ------------- | ---- | ------ |
| Or     | Anita Wachter (AUT)             | 1 min 17 s 14 | 3    | 1 min 22 s 97 | 2    | 29,25  |
| Argent | Brigitte Örtli (SUI)            | 1 min 18 s 37 | 11   | 1 min 20 s 71 | 1    | 29,48  |
| Bronze | Maria Walliser (SUI)            | 1 min 16 s 98 | 2    | 1 min 25 s 92 | 11   | 51,28  |
| 4e     | Karen Percy (CAN)               | 1 min 18 s 22 | 9    | 1 min 24 s 00 | 3    | 54,47  |
| 5e     | Lenka Kebrlová (TCH)            | 1 min 18 s 43 | 13   | 1 min 24 s 38 | 5    | 60,87  |
| 6e     | Lucia Medzihradská (TCH)        | 1 min 18 s 62 | 15   | 1 min 24 s 35 | 4    | 63,56  |
| 7e     | Michelle McKendry-Ruthven (CAN) | 1 min 17 s 58 | 4    | 1 min 26 s 44 | 13   | 64,85  |
| 8e     | Kerrin Lee-Gartner (CAN)        | 1 min 18 s 15 | 8    | 1 min 25 s 43 | 9    | 65,26  |
| 9e     | Ulrike Stanggassinger (FRG)     | 1 min 17 s 92 | 5    | 1 min 26 s 61 | 14   | 71,51  |
| 10e    | Michaela Marzola (ITA)          | 1 min 17 s 95 | 6    | 1 min 28 s 22 | 16   | 85,34  |
| 11e    | Petra Kronberger (AUT)          | 1 min 18 s 36 | 10   | 1 min 27 s 78 | 15   | 88,01  |
| 12e    | Sylvia Eder (AUT)               | 1 min 19 s 68 | 19   | 1 min 25 s 91 | 10   | 92,86  |
| 13e    | Nancy Gee (CAN)                 | 1 min 20 s 21 | 23   | 1 min 26 s 25 | 12   | 103,86 |
| 14e    | Karin Dedler (FRG)              | 1 min 18 s 80 | 16   | 1 min 29 s 03 | 18   | 105,18 |
| 15e    | Beth Madsen (USA)               | 1 min 21 s 31 | 28   | 1 min 24 s 78 | 7    | 108,64 |

## Tableau des médailles
| Rang | Nation               | Or | Argent | Bronze | Total |
| ---- | -------------------- | -- | ------ | ------ | ----- |
| 1    | Suisse               | 3  | 4      | 4      | 11    |
| 2    | Autriche             | 3  | 3      | 0      | 6     |
| 3    | Italie               | 2  | 0      | 0      | 2     |
| 4    | Allemagne de l'Ouest | 1  | 2      | 1      | 4     |
| 5    | France               | 1  | 0      | 1      | 2     |
| 6    | Yougoslavie          | 0  | 1      | 0      | 1     |
| 7    | Canada               | 0  | 0      | 2      | 2     |
| 8    | Suède Liechtenstein  | 0  | 0      | 1      | 1     |